# Kostel Nanebevzetí Panny Marie (Jerlochovice)
Kostel Nanebevzetí Panny Marie je římskokatolický filiální kostel v Jerlochovicích u Fulneku. Je chráněn jako kulturní památka České republiky.

## Dějiny
Nejstarší zmínky o existenci kostela v Jerlochovicích nacházíme v listině pána Oldřicha z Lichtenburka, datované na 26. únor 1293. Prodává v ní svému rychtáři Štědroňovi rychtu v Jílovci, šest lánů pole a potvrzuje mu držení majetku a práv k rychtě patřících. Mezi svědky aktu je zmíněn i jerlochovický farář Jerloch (Gerlacus plebanus de villa Gerlati); jiné prameny píší, že na listině je uvedeno jméno faráře Oradus (Oracus plebanus de villa Gerlati).
V dokumentech z roku 1329 se poprvé dočítáme o zasvěcení kostela Panně Marii. I v pozdějších záznamech je patrocinium uváděno bez dalších přívlastků, teprve v době po Tridentském koncilu nacházíme zasvěcení Panně Marii Nanebevzaté, nejstarší dochovaná zmínka pochází z léta roku 1668.
Listina kardinála Petra de St. Praxedis ze 16. ledna 1379 uděluje stodenní odpustky návštěvníkům kostela o všech mariánských svátcích, což dalo základ k organizování poutí do Jerlochovic. Tehdy už byl zdejší kostel filiálkou chrámu fulneckého, zasvěceného sv. Filipu a Jakubovi. Roku 1389 došlo k založení augustiniánského kláštera ve Fulneku, ten také přebral správu jerlochovického kostela.
Léta 1427 husitská vojska přišedší z Oder zničila stříbrné doly poblíž Jerlochovic a vypálila kostel, podobně jako fulnecký augustiniánský klášter a městský farní chrám.
Mezi roky 1544 a 1584 drželi Fulnecko Švajnicové, kteří se zasloužili o renesanční úpravy kostela. Od roku 1584 bylo panství v rukou rodu Skrbenských z Hříště. Tehdy opětně zřízenou jerlochovickou faru odevzdal Jan I. Skrbenský luteránům a teprve po protestech biskupa Stanislava Pavlovského ji byl nucen roku 1594 vrátit. Léta 1604 se ujal správy panství synovec předešlého pána, Jan II. Skrbenský, známý podporovatel a ochránce Českých bratří, mezi nimi zvláště Jana Ámose Komenského. Roku 1610 dovedl na vesnické fary znovu luteránské predikanty. Ačkoli fary musel roku 1615 navrátit do katolického držení, dosazoval alespoň do chrámů nekatolické kostelníky, přikazoval katolickým poddaným robotovat o nedělích i svátcích a různými jinými způsoby se snažil co možná znepříjemnit život společenství věřících tohoto vyznání.
Po konfiskaci bylo Fulnecko roku 1622 prodáno Václavu Bruntálskému z Vrbna, jehož rod následně panství držel až do léta 1788. Za něj byly napraveny předchozí neutěšené poměry a fary setrvaly v katolických rukou. Jerlochovický kostel za něj byl barokně upraven a když došlo roku 1784 ke zrušení fulneckého augustiniánského kláštera, stal se znovu filiálkou fulneckého farního chrámu. Tento stav trvá dodnes.
Bílovecká děkanská matrika roku 1672 píše, že jerlochovický kostel má tři oltáře, žádný z nich však není konsekrován, mše se proto slouží na portatilu. Také zvony byly tehdy všechny neposvěcené, dva velké na věži a jeden malý v sanktusníku. Už tehdy byl chrám zděný a hřbitov okolo něj obehnaný zdí.
Oderská děkanská matrika léta 1764 již zmiňuje hlavní oltář Nanebevzetí Panny Marie a dva boční oltáře, Ecce Homo na evangelijní a sv. Štěpána na epištolní straně. Kazatelna i sakristie byly stejně jako dnes na evangelijní, levé straně, kostel neměl ani tenkráte kryptu. Kniha si všímá také skutečnosti, že kostel není vysvěcen. Táž matrika roku 1771 popisuje zaklenutou stavbu krytou šindelem, uvnitř dlážděnou cihlami, s dřevěnou kruchtou.
Léta 1916 byl pro válečné účely zrekvírován malý zvon ze sanktusníku, o rok později pak také prostřední věžní zvon, pocházející z léta 1465. Namísto těchto zvonů byly po válce, roku 1927, zakoupeny nové.

## Popis

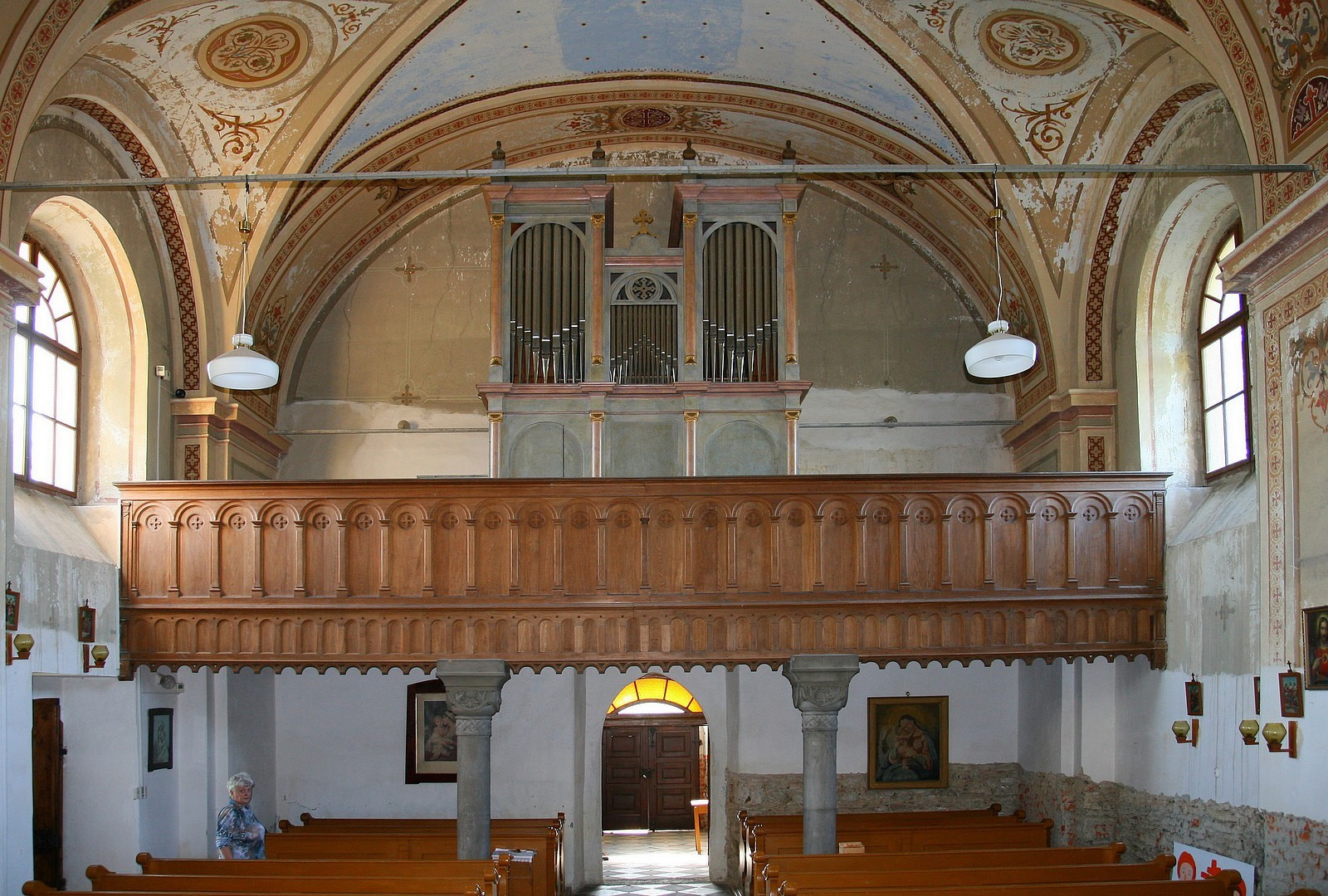
interiér lodi s kůrem a varhanami

Kostel Nanebevzetí Panny Marie stojí na vyvýšeném místě nade vsí, obklopen již odedávna malým hřbitovem, obehnaným ohradní zdí. Po pravé straně od vstupní brány na hřbitov se nachází zděná kostnice na obdélném půdorysu. Již od počátku šlo o orientovanou stavbu s kněžištěm na východní straně, stavební materiál původního chrámu ve 13. století nám však není znám. Někteří historici se domnívají, že šlo o dřevěnou konstrukci.
Dnešní jerlochovický kostel je jednolodní, hmotově členitá stavba, na níž je patrno spolupůsobení několika slohů, od gotiky až po historismus 19. století. Novodobé zásahy narušily její podobu jen málo, jde se o objekt s vysokou umělecko-historickou hodnotou.
Původní kostel byl v letech 1432–1438 přestavěn v pozdně gotickém slohu. Předsunutá věž měla gotickou podobu až do 60. let 16. století, kdy byla renesančně upravena. Z těchto přestaveb se dodnes dochovalo pouze renesančně upravené poslední patro věže ukončené mohutnou atikou s půlkruhovými štítky. Na konci 16. století, v době luteránského záboru chrámu, byl vybudován dvouetážový kůr. Roku 1908 musel být pro značnou prohnilost stržen, tehdy byl nahrazen jednopatrovým pseudorománským kůrem, zachovavším se dodnes. Původní horní etáž připomíná dnes již jen zazděný otvor dveří ve druhém patře věže.

### Loď
Loď nese znaky raně barokní architektury, původní sanktusník s cibulovou bání však byl léta 1870 přestavěn na novogotický; v témže roce bylo také dřívější šindelové krytí střechy nahrazeno břidlicí. Do plochostropého podkruchtí kostelní lodi se z předsíně v podvěží vstupuje kamenným gotickým portálem s lomenou klenbou. Již zmiňovaný dřevěný kůr ze začátku 20. století je nesen dvěma pseudorománskými betonovými sloupy. Loď je zaklenuta třemi poli valené barokní klenby, prosvětlují ji čtyři půlkruhová okna s paprsčitě členěnými světlíky. V bočním vstupu do kostela se zachovaly hodnotné dvoukřídlové barokní dveře s autentickým kováním, na němž je ještě částečně zachován renesanční dekor.

### Kněžiště
Ustupující gotický polygonální závěr odděluje od kostelní lodi mírně lomený vítězný oblouk s nápisem „Sancta Maria ora pro nobis“. Kněžiště je kryto jedním polem křížové klenby. V křížení žeber na svornících nalézáme dva erbovní štítky, jeden se zavinutou střelou, heraldickým znakem pánů z Kravař, a druhý se šesticípou hvězdou, znakem rodu Šternberků. V souvislosti s osazením hlavního oltáře v 17. století byla zazděna původní gotická okna presbyteria. Napravo od oltáře je ve zdivu zabudováno kamenné renesanční sanktuarium, na evangelijní straně se nachází vstup do valeně zaklenuté sakristie, oddělené kamenným lomeným portálem, typově identickým s gotickým portálem v podkruchtí. Na epištolní straně najdeme kazatelnu, je zde rovněž viditelný náhrobek Jakuba Švajnice z roku 1552.

### Úprava amobiliář
Interiér kostela je pojednán zdobnou výmalbou z počátku dvacátého století; v kněžišti jsou pole mezi žebry modrá, posetá šesticípými hvězdami. Loď je osazena novobarokními, presbytář novogotickými lavicemi. V lodi a předsíni v podvěží je diagonálně položena bíločerná kamenná dlažba z 19. století, v kněžišti a sakristii okrová keramická dlažba s barevným dekorem z přelomu 19. a 20. století.